# Condado de Edgar
El condado de Edgar (en inglés: Edgar County), fundado en 1823, es uno de 102 condados del estado estadounidense de Illinois. En el año 2000, el condado tenía una población de 19 704 habitantes y una densidad poblacional de 12 personas por km². La sede del condado es Paris. El condado recibe su nombre en honor a John Edgar.

## Geografía
Según la Oficina del Censo, el condado tiene un área total de 1616 km² (623,9 mi²), de la cual 1614 km² (623,2 mi²) es tierra y 2 km² (0,772200772201 mi²) (0.10%) es agua.

### Condados adyacentes
- Condado de Vermilion (norte)
- Condado de Vermilion, Indiana (noreste)
- Condado de Vigo, Indiana (sureste)
- Condado de Clark (sur)
- Condado de Coles (suroeste)
- Condado de Douglas (noroeste)
- Condado de Champaign (noroeste)

## Demografía
Según la Oficina del Censo en 2005, los ingresos medios por hogar en el condado eran de $35 203, y los ingresos medios por familia eran $41 245. Los hombres tenían unos ingresos medios de $30 214 frente a los $21 097 para las mujeres. La renta per cápita para el condado era de $17 857. Alrededor del 10.50 % de la población estaban por debajo del umbral de pobreza.

## Transporte

### Autopistas principales
- U.S. Route 36
- U.S. Route 150
- Ruta de Illinois 1
- Ruta de Illinois 16
- Ruta de Illinois 49
- Ruta de Illinois 133

## Municipalidades

### Ciudades
- Chrisman
- Paris

### Villas
- Brocton
- Hume
- Kansas
- Metcalf
- Redmon
- Vermilion

### Municipios
El condado de Edgar está dividido en 15 municipios:
| - Brouilletts Creek - Buck - Edgar - Elbridge - Embarrass | - Grandview - Hunter - Kansas - Paris - Prairie | - Ross - Shiloh - Stratton - Symmes - Young America |